# Hans von Schwerin-Löwitz
Pour les articles homonymes, voir Schwerin et Lowitz.
Le comte Tammo Hans Axel von Schwerin-Löwitz, né le 19 mai 1847 à Schwerinsburg et mort le 4 novembre 1918 à Berlin, est un homme politique et militaire prussien.

## Biographie
Issu de la famille noble Schwerin-Löwitz (de), il étudie au lycée français de Berlin, qu'il quitte avant l'Abitur ("avec maturité primaire"). En 1865, il rejoint le 7e régiment de cuirassiers, auquel appartient également Otto von Bismarck. Il participe à la guerre austro-prussienne en 1866 et à la guerre contre la France en 1870/71. Après la fondation de l'Empire allemand, il est adjudant d'Ernest II de Saxe-Cobourg et Gotha de 1872 à 1877.
Hans von Schwerin-Löwitz est capitaine de cavalerie jusqu'en 1881, et aide-de-camp dans l'armée du royaume de Saxe. Il s'occupe ensuite de ses domaines et est député au conseil régional (Kreistag) et à partir de 1901 président du collège économique des campagnes de Prusse, qui a pour mission de conseiller le ministère de l'agriculture de Prusse, et président du conseil agricole allemand. Il est à partir de 1896 membre de la chambre agricole de Poméranie et du conseil de district du chemin de fer.
Le comte von Schwerin-Löwitz est membre du parti conservateur allemand (Deutschkonservative Partei) en 1896 pour la première circonscription de Stettin à la seconde chambre du Landtag de Prusse, dont il est le président de 1912 à 1918. Entretemps, il est président du Reichstag de mars 1910 à février 1912. Il est membre du Reichstag à partir de 1893.
Il fait partie de l'union bimétalliste d'Allemagne. Pendant la Première Guerre mondiale, il est membre de la Fédération des agriculteurs et fait partie du comité impérial des céréales.

## Travaux (sélection)
- Der neue Zolltarif und der Kampf um die künftigen Handelsverträge. 1903.
- Rittergut Löwitz. in: H. Dade (Hg.): Die deutsche Landwirtschaft unter Kaiser Wilhelm II. Bd. 1, 1913, S. 85–90.
- Die deutsche Landwirtschaft, in: Philipp Zorn, Herbert von Berger: Deutschland unter Kaiser Wilhelm II. hg. von Siegfried Körte, Friedrich Wilhelm von Loebell, Hans von Schwerin-Löwitz und andere, 3 Bände. R. Hobbing, Berlin 1914.